# Old Billy (cheval)
Pour l’article homonyme, voir Old Billy.
Old Billy (1760-1822) est le cheval détenteur du record du monde de longévité.

## Biographie
Né en 1760 à Woolston dans le Lancashire (auj. dans le Cheshire), Old Billy est un cheval de trait,. Il y est élevé par son propriétaire, Edward Robinson. En 1762-1763, celui-ci le vend à la compagnie qui exploite la Mersey and Irwell Navigation qui l'utilise principalement comme cheval de halage jusqu'en 1819. Alors âgé de 59 ans, il est placé dans une ferme à Latchford (en) près de Warrington. Il y meurt le 27 novembre 1822 à 62 ans,,. 

## Hommages
Son squelette et sa tête taxidermisée sont conservés au Manchester Museum.